# 第17装甲师 (德国国防军)
第17裝甲師（德語：17. Panzer-Division）是二戰中德國國防軍的一個裝甲師。它於1940年11月由第27步兵師組建而成。它參加了1941年6月入侵蘇聯的巴巴羅薩行動，並在1941-42年冬天參加了莫斯科戰役。1942年11月，該師被派往東線南部地區參加冬季風暴行動，但未能成功解救在斯大林格勒被包圍的部隊。該師在1943年的庫爾斯克戰役中作為預備隊保留，此後在戰爭結束之前通過烏克蘭和波蘭撤退，最終在捷克斯洛伐克向盟軍投降。

## 历史
第27步兵師於1936年10月在巴伐利亞奧格斯堡組建，作為新德國國防軍的和平時期的師。該師於1939年8月26日参战，參加了入侵波蘭和法國戰役。1943年，出版了一本關於該師1940年在法國行動的納粹宣傳書，書名為《越过索姆、塞納、盧瓦爾》。
第17裝甲師成立於1940年底，當時第27步兵師改建為裝甲師。第2裝甲師在某種程度上為新師提供了人員。其大部分軍隊來自巴伐利亞施瓦本地區（纳粹时期属于施瓦本大区）。

### 1941年
1941年5月，該師被轉移到計劃攻擊蘇聯的巴巴羅薩行動的中心地帶，並成為第47裝甲軍的一部分，該軍又隸屬於海因茨·古德里安指揮的第2裝甲集群。6月24日，該師指揮官漢斯-於爾根·馮·阿尼姆在戰役的最初幾天內受傷，但後來返回了部隊。7月17日，他的臨時繼任者卡爾·里特·馮·韋伯在斯摩棱斯克以南受了致命傷，威廉·里特·馮·托馬負責直到馮·阿尼姆返回為止。
該師渡過布格河，向明斯克以南推進，並在那裡與第3裝甲集团军接觸。它參加了比亞韋斯托克-明斯克戰役，並記錄了7月9日在奧爾沙的一天之內摧毀了多達100輛蘇聯坦克。隨後，它在奧爾沙以南渡過第聶普爾河，並於8月和9月參加了斯摩棱斯克以南的防禦行動。
10月，它參加了莫斯科戰役的準備工作，並於10月6日占領了布良斯克。該師隨後集中在奧廖爾並向圖拉挺進，但未能成功包圍該城。隨著蘇軍於12月5日發動反擊，該師在到達莫斯科東南120公里處後於8日開始撤退。該師在奧廖爾東北部採取防禦陣地，一直駐守在那裡直到1942年夏天。

### 1942年
冬季戰鬥結束後，該師於1942年初夏在前線陣地附近進行了重組。該師接收了大約50輛III型和IV型坦克。9月，它在奧廖爾以北發動了小規模攻擊，但隨後又轉入防禦陣地。該師隨後被駐紮在博爾霍夫附近的中央集团军群預備役中。在此階段，它僅部署了45至50輛不同類型的坦克（低於200輛左右的名義兵力）。1942年10月，當弗里多林·馮·森格·埃特林接任該師時，該師只有30輛作戰坦克，三分之一的卡車無法使用。
在蘇軍對史達林格勒的反攻「天王星」行動之後，該師很快就被轉移到米勒洛沃地區的B集团军群。從那裡，它向科捷爾尼科沃進軍，加入第4裝甲集团军，參加冬季風暴行動，這是一項救援行動，旨在與被包圍的第6集团军以及第6裝甲師和第23裝甲師會合。然而行動失敗，該師於12月底撤退損失如此慘重，以至于第63裝甲擲彈兵團原任指揮官已陣亡，其指揮權落到了一名中尉手中。到1942年聖誕節前夕，該師僅部署了8輛作戰坦克和一門反戰車炮。

### 1943年
該師繼續向頓河畔羅斯托夫的頓河橋頭堡撤退，並於一月底到達那裡。不久之後，第39裝甲團重新裝備了50輛新型四號坦克，該師參與了米烏斯河和頓涅茨河之間的反擊。到2月27日，該師的人數已減少到不到2,000人，擁有6輛坦克和10門反戰車炮，但當蘇軍撤到頓涅茨河後方時，該師避免了進一步的破壞。此後其在別爾哥羅德附近進行坦克戰，直至4月底。
該師沒有參加庫爾斯克戰役。相反它作為第24裝甲軍的一部分，留在前線後方作為預備隊。戰後，它在頓涅茨-伊齊烏姆地區參加了一些成功的反擊。7月20日，沃爾特·席林中將成為該師第二位陣亡的師長。7月，該師擁有以下戰車兵力，其中84%投入使用：4輛II号坦克；29辆III號戰車；32辆IV號戰車；2架T-34。9月，該師從頓涅茨河撤退至第聶普爾河後方陣地，佔據河西側的防線。最初它駐紮在克里沃羅格，后它轉移到赫爾松，作為重組後的第6集团军的一部分。

### 1944年
1944年2月上旬，第17裝甲師作為第3裝甲軍的一部分參加了科爾松-切爾卡瑟包圍圈的救援行動。最終，參與其中的德軍坦克師被紅軍攔截在距離包圍圈12公里處，但裡面的部隊卻放棄了重型裝備。它當時隸屬於卡梅涅茨-波多爾斯基包圍圈的第1裝甲集团军，在那裡失去了大部分重型裝備，但整體逃脫了。
4月和5月，它再次處於預備役狀態，駐紮在前線後方，然後參加利沃夫周圍的行動，對抗蘇聯的利沃夫-桑多梅日攻勢。直到10月底，該部隊參與了塔爾努夫地區的行動，然後參加了巴拉諾橋頭堡以南、桑多梅日附近的行動。從11月起，它成為儲備部隊的一部分，接收80輛4号和5号坦克。

### 1945年
隨著1945年1月12日蘇聯維斯瓦河-奧得河攻勢的開始，第17裝甲師與第16裝甲師一起成為該地區的主要後備部隊，保留下來對蘇聯的進攻進行反擊。由於希特勒的限制令，兩個師都駐紮在距離前線太近的地方，在轟炸中傷亡慘重，通訊也被摧毀。他們阻止蘇聯進攻的任務是不可能完成的。
作為瓦爾特·內林指揮的第24裝甲軍的一部分，該師發現自己不斷撤退，首先向羅茲進發，然後越過奧得河，並於2月在格沃古夫附近佔領了陣地。2月中旬，它參加了希西納瓦（德語：Steinau）橋頭堡附近的防禦行動。該師在這些事件中遭受了嚴重損失，並在格爾利茨附近得到了補給，由於兵力嚴重不足且規模不超過一個團，現在更名為第17裝甲師。在西里西亞攻勢期間，它繼續在該地區採取防禦行動。該師最終被迫撤退到捷克斯洛伐克，向布爾諾進發。
1945年2月，該師（現已縮減為戰鬥群）隸屬於奧得河畔的中央集团军群。1945年3月，它被紅軍撤退至耶根多夫。4月初，它已向西南撤退到摩拉維亞，並在那裡迅速接連接受第17集团军和第1集团军的指揮。1945年4月下旬，該師在格爾利茨附近向蘇聯軍隊投降。

## 歷任長官
| 姓名                                        | 任職時間       | 任職時間       | 備註                                                       |
| ------------------------------------------- | -------------- | -------------- | ---------------------------------------------------------- |
| 漢斯-于爾根·馮·阿尼姆中将                   | 1940年11月1日  | 1941年6月28日  | 1941年6月28日受伤                                          |
| 约翰内斯·施特莱希少将                       | 1941年6月28日  | 1941年7月7日   | 负责领导                                                   |
| 卡尔·里特·冯·韦伯少将                       | 1941年7月7日   | 1941年7月18日  | 负责指导；受伤，于1941年7月20日因伤病逝                    |
| 鲁道夫-爱德华·利希特上校                    | 1941年7月18日  | 1941年7月21日  | 分管副领导                                                 |
| 威廉·里特·冯·托马少将                       | 1941年7月21日  | 1941年9月15日  | 负责指导；冯·阿尼姆返回后转移到元首预备队                  |
| 漢斯-于爾根·馮·阿尼姆中将                   | 1941年9月15日  | 1941年11月11日 | 伤愈后的第二个任期，于1941年11月11日被任命为第39装甲軍軍長 |
| 鲁道夫·爱德华·利希特少将                    | 1941年11月11日 | 1942年10月10日 | 被罢免并召回德国成为一个不太重要的师的指挥官               |
| 弗里德林·魯道夫·迪奧多·馮·辛格爾·艾特林中将 | 1942年10月10日 | 1943年6月16日  | 1943年6月成为西西里地区国防军最高指挥官                    |
| 沃尔特·席林中将                             | 1943年6月16日  | 1943年7月20日  | 1943年7月20日在苏联乌克兰伊久姆附近遇害                    |
| 卡尔-弗里德里希·冯·德梅登少将               | 1943年7月21日  | 1944年11月30日 |                                                            |
| 鲁道夫·亨里奇少将                           | 1943年12月1日  | ？1944年1月    |                                                            |
| 卡尔-弗里德里希·冯德梅登少将                | ？1944年1月    | 1944年9月20日  | 1944年10月1日成为第178预备裝甲師的指挥官                   |
| 鲁道夫·奥古斯特·戴米上校                    | 1944年9月20日  | 1944年12月2日  | 成为第132预备裝甲師的指挥官                                |
| 阿尔伯特·布鲁克斯上校                       | 1944年12月2日  | 1945年1月19日  | 负伤成为苏联战俘                                           |
| 西奥多·克雷奇默少将                         | 1945年2月1日   | 1945年5月8日   | 随师投降                                                   |